# Open de Moselle 2003
Open de Moselle 2003 — тенісний турнір, що проходив на кортах з твердим покриттям у місті Мец, Франція з 29 вересня . Належав до категорії ATP International Series, був турніром серії Moselle Open 2003 року.

## Фінальна частина

### Одиночний розряд
Арно Клеман —  Фернандо Гонсалес 6–3, 1–6, 6–3

### Парний розряд
Жульєн Беннето /  Ніколя Маю —  Мікаель Льодра /  Фабріс Санторо 7–6(7–2), 6–3